# Daychopan
Daychopan é um distrito da província de Zabol, no Afeganistão.